# Przejście graniczne Trakiszki-Szostaków
Przejście graniczne Trakiszki-Szostaków (Šeštokai) – istniejące w latach 1992–2007 polsko-litewskie kolejowe przejście graniczne położone w województwie podlaskim, w powiecie sejneńskim, w gminie Puńsk, w miejscowości Trakiszki.

## Opis
Przejście graniczne Trakiszki-Šeštokai zostało utworzone 1 grudnia 1992. Czynne było przez całą dobę. Dopuszczony był ruch osób, środków transportowych i towarów bez względu na przynależność państwową.
W przejściu granicznym podległym placówce SG w Budzisku w ciągu doby dokonywane były odprawy graniczne trzech par pociągów osobowych oraz średnio trzech par pociągów towarowych. Pomieszczenia służbowe usytuowane były w budynku PKP posiadającym pełne zaplecze sanitarne.
21 grudnia 2007 na mocy układu z Schengen przejście zostało zlikwidowane.

### Wydarzenia
- 1992 – czerwiec, w zakresie odpowiedzialności służbowej Podlaskiego Oddziału SG zostało uruchomione połączenie kolejowe Suwałki–Szestokai w Republice Litewskiej[5].
- 1997 – 12 lipca uruchomione zostało bezpośrednie połączenie kolejowe pomiędzy Polską i Litwą przez przejście graniczne Trakiszki-Szestokai. W Trakiszkach zostały zainstalowane urządzenia do wykrywania skażeń radioaktywnych. Na otwarcie przejścia wśród zaproszonych gości był minister Algis Żwalianskas z Litwy i Bogusław Liberadzki minister Transportu RP[6].
- 2007 – 9 marca podpisano polsko-litewskie porozumienie, wyznaczające to przejście jako punkt przekroczenia granicy przez nową linię kolejową projektu Rail Baltica.